# Palais de justice de Fontenay-le-Comte
Le palais de justice de Fontenay-le-Comte est un palais de justice situé à Fontenay-le-Comte, en France, situé au 26 rue Rabelais.

## Description
L'édifice est construit en pierre de taille, avec un toit en ardoise et en zinc. Trois plaques de marbre blanc sont fixées sur la façade principale du bâtiment, celle du centre porte l'inscription « Palais de Justice », sur les deux autres figurent les noms illustres de la magistrature fontenaisienne : Jean Rabateau, André Tiraqueau, Jean Imbert, Barnabé Brisson, François Viète, Nicolas Rapin, Julien Collardeau, Jean Besly.

## Historique
Le palais de justice actuel trouve son implantation sur les ruines de l'ancien couvent des Jésuites, détruit pendant la Révolution française. Il remplace ainsi un bâtiment préexistant au 38, rue Gaston Guillemet, construit au XVIe siècle sous le règne de François Ier et utilisé comme palais de justice jusqu'en 1861. Les travaux de construction du nouveau palais ont été attribués en 1858, selon les plans élaborés par l'architecte départemental Victor Clair.
Le bâtiment a été remis au tribunal de la ville le vendredi 22 novembre 1861. Lors de sa première séance, le tribunal a tenu une audience cérémonielle. En 1884, l'architecte départemental Georges Loquet et l'entreprise de maçonnerie Boidé ont entrepris des travaux d'agrandissement. La réception des travaux a eu lieu le 25 mars 1890.
En 1900, Georges Loquet entreprend la restauration de la salle d'audience du palais de justice, conformément à un projet initié en 1896, incluant la diminution de la hauteur du plafond. De plus, ce bâtiment historique a également été utilisé comme lieu de tournage cinématographique. En effet, en 1975, Jean Richard s'y est rendu pour jouer le rôle du commissaire Maigret dans le film intitulé Maigret a peur.
Depuis le 1er mars 1959, le palais de justice héberge les activités du tribunal d'instance. Il est d'ailleurs propriété de la municipalité, qui a entrepris des travaux de réfection de la couverture en ardoise ainsi que d'une partie de la charpente au cours de l'année 1984.